# Marksman

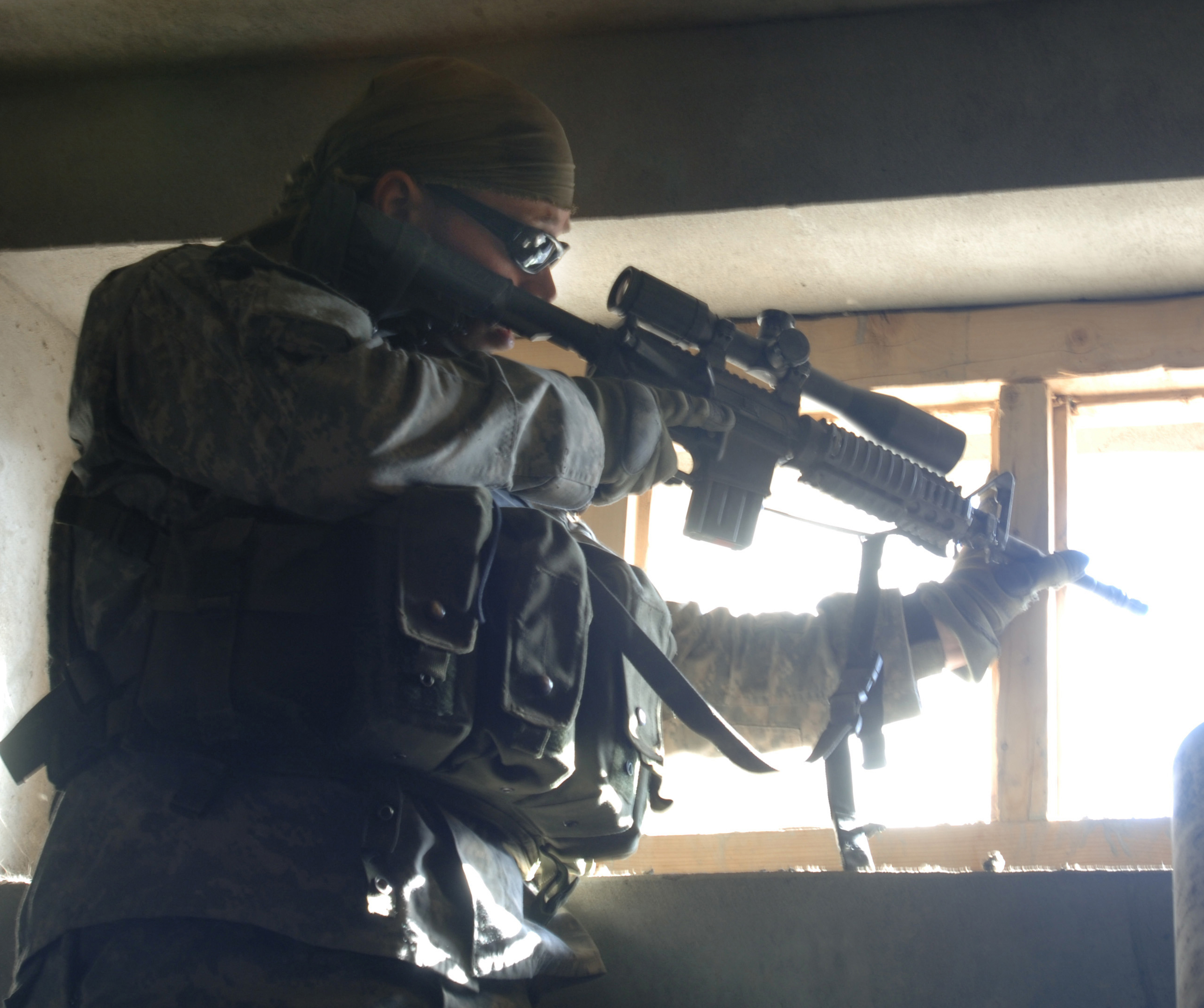
Um marksman americano no Afeganistão em 2006

Marksman (atirador em tradução literal) é a denominação (em inglês) de uma pessoa qualificada em tiro de precisão em um alvo bem específico.